# Kakalik
Kakalik [kakaˈɾi(k)] (nach alter Rechtschreibung Kakalik) ist eine wüst gefallene grönländische Siedlung im Distrikt Ammassalik in der Kommuneqarfik Sermersooq.

## Lage
Kakalik befindet sich am Westufer des Sermilik. Der nächste bewohnte Ort ist das 18 km nordöstlich gelegene Tiilerilaaq.

## Geschichte
Kakalik wurde 1940 besiedelt. In von sieben Jahren lebten zwischen 14 und 26 Menschen in Kakalik, das bereits 1947 wieder verlassen wurde.